# Mon Geudong (Banda Sakti)
Mon Geudong is een bestuurslaag in het regentschap Lhokseumawe van de provincie Atjeh, Indonesië. Mon Geudong telt 5113 inwoners (volkstelling 2010).